# Піщаницька сільська рада
Піщаницька сільська рада — колишня адміністративно-територіальна одиниця та орган місцевого самоврядування у Овруцькому районі Коростенської і Волинської округ, Київської й Житомирської областей Української РСР та України з адміністративним центром у с. Піщаниця.

## Населені пункти
Сільській раді були підпорядковані населені пункти:
- с. Піщаниця
- с. Клинець
- с. Мишковичі
- с. Мочульня
- с. Павловичі
- с. Поліське

## Населення
Кількість населення ради станом на 1923 рік становила 1 123 особи, кількість дворів — 209.
Відповідно до результатів перепису населення СРСР, кількість населення ради, станом на 12 січня 1989 року, становила 2 304 особи.
Станом на 5 грудня 2001 року, відповідно до перепису населення України, кількість мешканців сільської ради становила 1 843 особи.

## Склад ради
Рада складалася з 16 депутатів та голови.

### Керівний склад сільської ради
| ПІБ                       | Основні відомості                                                         | Дата обрання | Дата звільнення |
| ------------------------- | ------------------------------------------------------------------------- | ------------ | --------------- |
| Шелест Олексій Васильович | Сільський голова, 1975 року народження, освіта, член Партії регіонів      | 26.03.2006   | 31.10.2010      |
| Шелест Олексій Васильович | Сільський голова, 1975 року народження, освіта вища, член Партії регіонів | 31.10.2010   |                 |

Примітка: таблиця складена за даними джерела

## Історія
Створена 1923 року в колонії Піщаниця Покалівської волості Овруцького повіту Волинської губернії. 7 березня 1923 року включена до складу новоутвореного Овруцького району Коростенської округи. Станом на 17 грудня 1926 року в підпорядкуванні значилися хутори Вобче (1-ша частина), Гриньки, Кепура, Миколусі, Млинище, Мочуленка, Мочульня, Перекоп. На 1 жовтня 1941 року значився х. Каюри; хутори Гриньки, Кепура, Миколусі та Перекоп не перебували на обліку населених пунктів.
Станом на 1 вересня 1946 року сільська рада входила до складу Овруцького району Житомирської області, на обліку в раді перебували села Мочульня та Піщаниця, хутори Вобче, Каюри та Млинище не значилися на обліку населених пунктів.
11 серпня 1954 року, відповідно до указу Президії Верховної ради Української РСР «Про укрупнення сільських рад по Житомирській області», підпорядковано села Гаєвичі та Поліське ліквідованої Поліської сільської ради Овруцького району. 2 вересня 1954 року, відповідно до рішення Житомирського облвиконкому № 1087 «Про перечислення населених пунктів в межах районів Житомирської області», до складу ради включено села Мишковичі, Павловичі і Сочини Коптівщинської сільської ради та с. Клинець Черепинської сільської ради, с. Гаєвичі підпорядковане Коптівщинській сільській раді Овруцького району.
На 1 січня 1972 року сільська рада входила до складу Овруцького району Житомирської області, на обліку в раді перебували села Клинець, Мишковичі, Мочульня, Павловичі, Піщаниця та Поліське.
Ліквідована 9 листопада 2017 року через об'єднання до складу Овруцької міської територіальної громади Овруцького району Житомирської області.